# Legionella londiniensis
Espèce
Legionella londiniensis est une espèce de bactéries gram-négatives de la famille des Legionellaceae.

## Description
Les bactéries de l'espèce Legionella londiniensis sont des bacilles gram-négatifs dont la croissance est possible sur milieu BCYE supplémenté en L-cystéine.

## Taxonomie
Le nom correct complet (avec auteur) de ce taxon est Legionella londiniensis Dennis et al. 1993.

### Étymologie
Le nom attribué à cette espèce vient du lieu d'isolement de la première souche et son étymologie est la suivante : lon.di.ni.en’sis. L. masc./fem. adj. londiniensis, concernant Londinium, le nom romain de Londres où le premier isolat a été découvert.